# Rezerwat przyrody Szczytniak
Rezerwat przyrody Szczytniak – rezerwat leśny na terenie Jeleniowskiego Parku Krajobrazowego, położony w gminie Waśniów, w powiecie ostrowieckim, w województwie świętokrzyskim. Znajduje się na północ od wierzchołka Szczytniaka, najwyższego szczytu Pasma Jeleniowskiego.
- Powierzchnia: 6,16 ha[2] (akt powołujący podawał 6,03 ha)
- Rok utworzenia: 1994
- Dokument powołujący: Zarządzenie MOŚZNiL z 31.12.1993; M.P. z 1994 r. nr 5, poz. 44
- Numer ewidencyjny WKP: 050
- Charakter rezerwatu: częściowy
- Przedmiot ochrony: odsłonięcie kwarcytów górnokambryjskich, gołoborze, fragment pierwotnej puszczy bukowo-jodłowej.

W drzewostanie rezerwatu dominuje buk, a domieszkę stanowią jodła i jawor.
Przez rezerwat przechodzi  Główny Szlak Świętokrzyski im. Edmunda Massalskiego z Gołoszyc do Kuźniaków oraz  czarny szlak turystyczny z Nowej Słupi do Piórkowa.